# Rhachiocephalidae
Rhachiocephalidae es una familia extinta de terápsidos dicinodontes. Incluye dos géneros pertenecientes al Pérmico tardío localizados en Sudáfrica, Rhachiocephalus y Kitchinganomodon. Rhachiocephalidos fueron los mayores dicinodontes del pérmico, a pesar de que los dicinodontes kannemeyeriiformes del Triásico tardío alcanzaban mayores tamaños. Rhachiocephalidos eran inusuales ya que contaban con largos pero achatados cráneos.